# Reflections of a Shadow
Reflections of a Shadow peti je studijski album njemačkog heavy metal-sastava Rage. Diskografska kuća Noise Records objavila ga je 4. prosinca 1990. Godine 2002. album je ponovno objavljen s albumom Extended Power.

## Popis pjesama
| 1. | »Introduction (A Bit More of Green)« (instrumentalna skladba) | 1:33 |
| 2. | »That's Human Bondage«                                        | 4:26 |
| 3. | »True Face in Everyone«                                       | 5:12 |
| 4. | »Flowers That Fade in My Hand«                                | 7:40 |
| 5. | »Reflections of a Shadow«                                     | 3:53 |

| Strana B | Strana B               | Strana B | Strana B | Strana B | Strana B | Strana B | Strana B | Strana B | Strana B |
| Br.      | Skladba                | Trajanje |          |          |          |          |          |          |          |
| -------- | ---------------------- | -------- | -------- | -------- | -------- | -------- | -------- | -------- | -------- |
| 6.       | »Can't Get Out«        | 5:03     |          |          |          |          |          |          |          |
| 7.       | »Waiting for the Moon« | 4:40     |          |          |          |          |          |          |          |
| 8.       | »Saddle the Wind«      | 4:06     |          |          |          |          |          |          |          |
| 9.       | »Dust«                 | 4:49     |          |          |          |          |          |          |          |
| 10.      | »Nobody Knows«         | 3:50     |          |          |          |          |          |          |          |
| 45:12    |                        |          |          |          |          |          |          |          |          |

| Dodatne pjesme | Dodatne pjesme                       | Dodatne pjesme | Dodatne pjesme | Dodatne pjesme | Dodatne pjesme | Dodatne pjesme | Dodatne pjesme | Dodatne pjesme | Dodatne pjesme |
| Br.            | Skladba                              | Trajanje       |                |                |                |                |                |                |                |
| -------------- | ------------------------------------ | -------------- | -------------- | -------------- | -------------- | -------------- | -------------- | -------------- | -------------- |
| 8.             | »Faith«                              | 5:42           |                |                |                |                |                |                |                |
| 12.            | »Wild Seed«                          | 5:26           |                |                |                |                |                |                |                |
| 13.            | »Woman«                              | 3:37           |                |                |                |                |                |                |                |
| 14.            | »Ashes«                              | 5:02           |                |                |                |                |                |                |                |
| 15.            | »Bottlefield«                        | 2:37           |                |                |                |                |                |                |                |
| 16.            | »What's Up« (instrumentalna skladba) | 3:36           |                |                |                |                |                |                |                |
| 17.            | »Woman« (neobjavljena verzija)       | 4:44           |                |                |                |                |                |                |                |
| 76:06          |                                      |                |                |                |                |                |                |                |                |

## Zasluge
| Rage - Manni Schmidt – gitara, akustična gitara, prateći vokal - Chris Efthimiadis – bubnjevi - Peter "Peavy" Wagner – vokal, bas-gitara, prateći vokal, akustična gitara Dodatni glazbenici - Ulli Köllner – klavijature, orgulje, prateći vokal | Ostalo osoblje - Armin Sabol – produkcija, miks - Karl-U. Walterbach – produkcija - Sven Conquest – inženjer zvuka, miks - Ralf Krause – miks - Martin Becker – fotografije - John Scarpati – naslovnica - Peter Lohde – grafički dizajn (logotipa) |